# Alfred von Christalnigg
Alfred Christian Carl Graf von Christalnigg (* 16. Februar 1820 in Klagenfurt; † 3. März 1881 in Eberstein) war ein österreichischer Titulargraf und Politiker aus dem Adelsgeschlecht Christalnigg von und zu Gillitzstein.

## Leben
Christalnigg war der Sohn von Karl Theodor Graf Christalnigg von und zu Gillitzstein (* 16. April 1788 in Waisenberg; † 23. Jänner 1872 in Meiselberg, Kärnten), Freiherr auf Hornburg, Waisenberg und Eberstein, k. k. Kämmerer und ständischer Ausschussrat und dessen Ehefrau Pauline Gabriele Gräfin von Egger (* 4. Juni 1800 in Klagenfurt; † 3. April 1869 in Graz). Er war römisch-katholisch und heiratete am 6. Oktober 1857 seine Cousine Ordalie Sofie geborene Gräfin Christalnigg (* 20. Januar 1829; † 1. Februar 1905). Aus der Ehe gingen keine Kinder hervor.
Christalnigg war Besitzer der landtäflichen Güter Mittertrixen und Waisenberg (Fideikommiss) und der Schlösser Meiselberg (bei Maria Saal) und Eberstein. Er war Gründungsmitglied und Vizepräsident der Hüttenberger Eisenwerks-Aktiengesellschaft. Im Jahr 1843 war er Mitherausgeber des Buches „Kärntens römische Alterthümer in Abbildungen“. Er ist in der Familiengruft in Sankt Georgen am Weinberg begraben.
Vom 9. September 1869 (gewählt in einer Nachwahl am 7. September 1869 nach Rücktritt von Karl Stockert) bis zum 10. August 1871 war er Abgeordneter im Kärntner Landtag.